# Сид Хэйг
Сид Хэйг (англ. Sid Haig), полное имя Сидни Эдди Мосесян (англ. Sidney Eddy Mosesian; 14 июля 1939, Фресно, Калифорния, США — 21 сентября 2019, Лос-Анджелес, Калифорния, США) — американский актёр и продюсер армянского происхождения.

## Биография
Хэйг родился 14 июля 1939 года в Фресно, детство провел в армянском сообществе. Отец — Хэйг Мосесьян, был электриком. Хэйг начал свою карьеру совершенно случайно. Будучи совсем юным, он, развиваясь физически, столкнулся с проблемами моторной координации, что сподвигло его пойти на уроки танцев. Уже в семь лет Хэйг получил деньги как танцор детского рождественского шоу, а затем стал участником водевиль-шоу. Также Хэйг показал свой музыкальный талант, в особенности в игре на ударных. Его родители купили ему барабанную установку, на которой он перепробовал весь диапазон музыкальных стилей, включая свинг, кантри, джаз, блюз и рок-н-ролл. Он нашёл легкий способ зарабатывать деньги — при помощи музыки, и заключил звукозаписывающий контракт. Сингл «Full House» вышел в 1958 году и дотянулся до 4 строчки чартов.
Хэйг учился в средней школе, главой факультета драмы была Элис Меррилл, которая поощряла его начать актёрскую карьеру. Меррилл была известной актрисой Бродвея — поэтому ей было не сложно поддерживать бизнес-контакты Хэйга. Как-то Меррилл устроила двойное кастинг-шоу, где несколько её друзей из Голливуда оценивали разных актёров, чтобы продвинуть их в финальный кастинг. Представитель Голливуда, музыкальная комедийная звезда 1940-х, Дэннис Морган, разглядел талант Хэйга — и взял его на видную роль в пьесу. После этого Морган посоветовал Сиду продолжить образование — в долине Сан-Фернандо. Через два года Хэйг попал в Лос-Анджелес для продолжения учёбы в Пасадена Плейхаус, школу в которой учились такие известные актёры, как Роберт Престон, Джин Хэкмен и Дастин Хоффман. Позже Хэйг переберется в Голливуд со своим давним другом и соседом по комнате в Пасадена Плейхауз, Стюартом Марголином.
Сид Хэйг женился 2 ноября 2007 года на Сьюзэн Л. Мосесьян.

### Смерть
Сид Хэйг скончался 21 сентября 2019 года в возрасте 80 лет, но запись об этом в его Инстаграм-аккаунте появилась только два дня спустя. О смерти сообщила его супруга Сьюзен Мосесьян. Мосесьян написала, что его кончина стала шоком для всех близких и попросила дать семье возможность пережить скорбь в тишине. Ранее 6 сентября портал ScreenGeek опубликовал скриншот профиля Хэйга в Instagram, в котором говорилось, что артист попал в больницу в результате несчастного случая. Позднее этот текст пропал со страницы знаменитости. Причина смерти не уточняется.

## Фильмография
- 1952 — «Шоу Боба Хоупа»
- 1955 — «Дымок из ствола»
- 1959 — «Неприкасаемые»
- 1962 — «Шоу Люси»
- 1964 — «Человек от Д.Я.Д.И.»
- 1965 — «Дэниэл Бун»
- 1965 — «Ларедо»
- 1966 — «Напряги извилины»
- 1966 — «Бэтмен»
- 1966 — «Кровавая баня»
- 1966 — «Звездный путь»
- 1967 — «Миссия невыполнима»
- 1967 — «Стальной жеребец»
- 1967 — «В упор»
- 1967 — «Летающая монахиня»
- 1968 — «Менникс»
- 1968 — «Ребенок паука»
- 1968 — «К черту героев»
- 1968 — «Вот – Люси»
- 1968 — «А вот и невесты»
- 1971 — «Галактика ТНХ-1138»
- 1971 — «Дом большой куклы»
- 1971 — «Бриллианты навсегда»
- 1972 — «Критическое положение»
- 1972 — «Большая клетка для птиц»
- 1973 — «Чёрная мама, белая мама»
- 1973 — «Император севера»
- 1973 — «Коффи»
- 1973 — «Полицейская история»
- 1973 — «Дон мертв»
- 1973 — «За пределами Атлантиды»
- 1974 — «Человек на шесть миллионов долларов»
- 1974 — «Ещё один арест»
- 1974 — «Фокси Браун»
- 1974 — «Завоюй любовь Кристи»
- 1974 — «Досье детектива Рокфорда»
- 1974 — «Женщина-полицейский»
- 1974 — «Дикие сестры»
- 1976 — «Головорез»
- 1976 — «Ангелы Чарли»
- 1976 — «Медэксперт Куинси»
- 1977 — «Остров фантазий»
- 1978 — «Вечер в Византии»
- 1978 — «Звездная команда Джейсона»
- 1979 — «Дюки из Хаззарда»
- 1979 — «Бак Роджерс в двадцать пятом столетии»
- 1979 — «Супруги Харт»
- 1980 — «Потерянные башмаки»
- 1981 — «Блюз Хилл-стрит»
- 1981 — «Чу Чу и Филли Флэш»
- 1981 — «Каскадёры»
- 1981 — «Брет Мэверик»
- 1981 — «Галактика ужаса»
- 1981 — «Подземные тузы»
- 1982 — «Ти.Дж. Хукер»
- 1982 — «Последствия»
- 1982 — «Сорок дней Муса-Дага»
- 1983 — «Команда «А»»
- 1983 — «Пугало и миссис Кинг»
- 1983 — «Великий сыщик»
- 1985 — «Секретный агент Макгайвер»
- 1985 — «Удивительные истории»
- 1985 — «Мученики науки»
- 1986 — «Кувалда»
- 1987 — «О`Хара»
- 1987 — «Оборотень»
- 1987 — «Взвод коммандос»
- 1988 — «10 из нас»
- 1988 — «Богиня любви»
- 1988 — «Полководцы»
- 1989 — «Волшебники Забытого королевства 2»
- 1990 — «Запретный танец»
- 1990 — «Рискованное занятие»
- 1992 — «Борис и Наташа»
- 1997 — «Джеки Браун»
- 2003 — «Дом 1000 трупов»
- 2004 — «Убить Билла 2»
- 2005 — «Изгнанные дьяволом»
- 2005 — «Дом мертвых 2»
- 2006 — «Будь клоуном»
- 2006 — «Ночь живых мертвецов 3D»
- 2006 — «Зов мертвых»
- 2007 — «Хэллоуин 2007»
- 2007 — «Братство крови»
- 2009 — «Призрачный мир Эль Супербисто»
- 2009 — «Восхождение черной луны»
- 2011 — «Существо»
- 2012 — «Страдание»
- 2012 — «Повелители Салема»
- 2013 — «Топор 3»
- 2013 — «Кинотеатр Пени Ужасной»
- 2015 — «Костяной томагавк»
- 2019 — «Трое из ада»